# 造像塔
造像塔是佛塔的一种，即塔身雕刻有佛像的塔。造像塔始于南北朝时期，唐朝至五代发展，宋代以后渐少。据推测，造像塔的诞生背景是北魏石窟中的中心塔柱。造像塔的造型、结构均与砖造佛塔类似，但是规模远远不及后者。造像塔通常用一块巨石或数块巨石组合而成。基座通常为八角形覆莲式，四面通常雕塑数尊或数十尊佛像，多为一佛二菩萨题材。塔身也会雕塑弟子、供养人、伎乐天等等。